# Samuel Garman
Samuel Walton Garman (Contea di Indiana, 5 giugno 1843 – Plymouth, 30 settembre 1927) è stato un naturalista e zoologo statunitense originario della Pennsylvania.
Studiò sotto la guida di Louis Agassiz. Nel 1868 si unì, insieme a John Wesley Powell, ad una spedizione diretta verso l'Ovest americano. Fu amico e regolare corrispondente del naturalista Edward Drinker Cope e nel 1872 lo accompagnò in un viaggio alla ricerca di fossili nel Wyoming. Nel 1873 divenne direttore assistente di erpetologia e ittiologia del Museo di Zoologia Comparata di Harvard. Le sue opere sono quasi tutte dedicate alla classificazione dei pesci, soprattutto degli squali, ma comprendono anche trattati su rettili e anfibi.